# Šlapanice (district de Brno-Campagne)
Pour les articles homonymes, voir Šlapanice.
Šlapanice (en allemand : Schlapanitz) est une ville du district de Brno-Campagne, dans la région de Moravie-du-Sud, en République tchèque. Sa population s'élevait à 7 952 habitants en 2024.

## Géographie
Šlapanice se trouve à 10 km à l'est-sud-est du centre de Brno et à 194 km au sud-est de Prague.

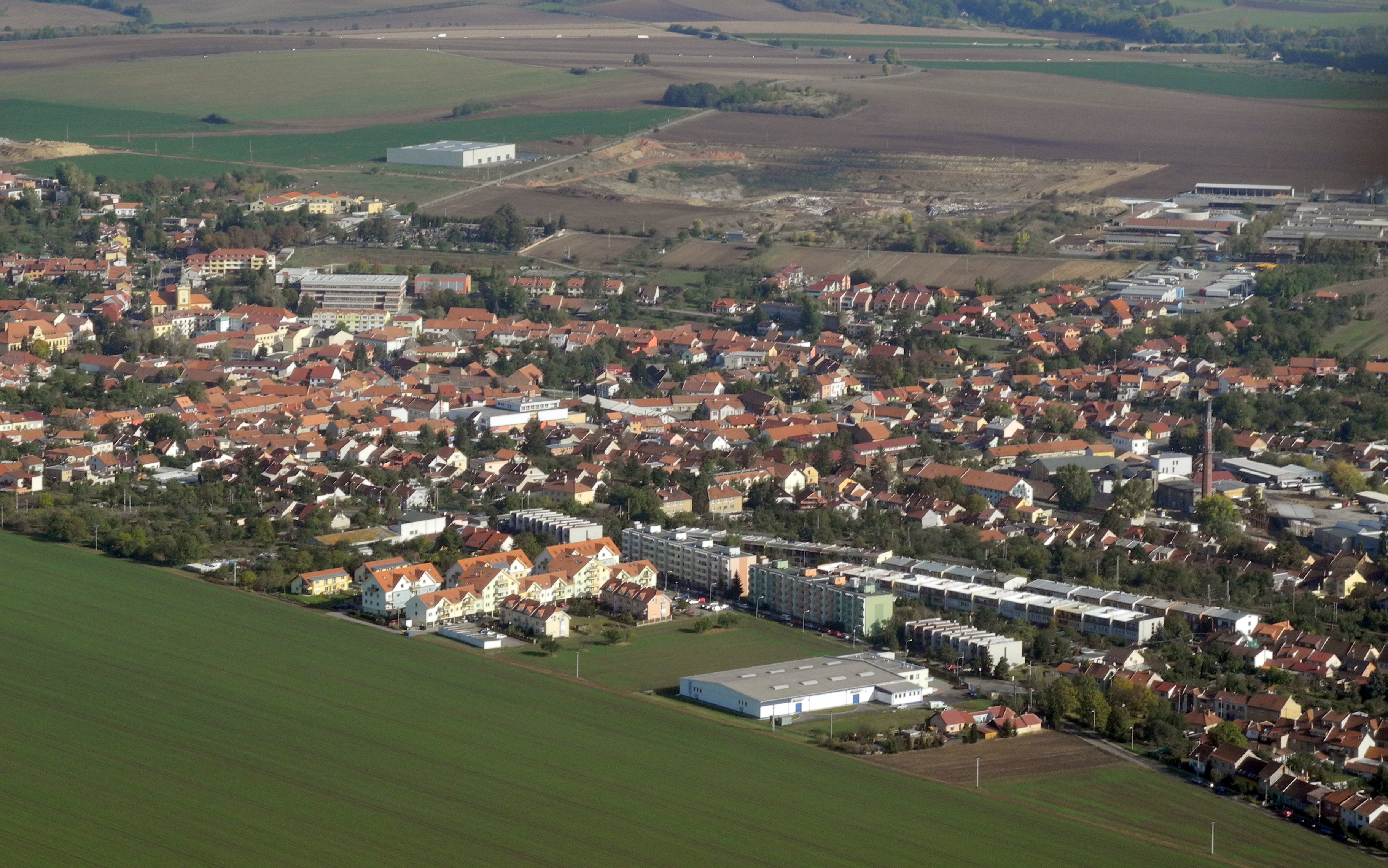
Šlapanice : vue générale.

La commune est limitée par Podolí et Velatice au nord, par Jiříkovice à l'est, par Ponětovice au sud-est, par Kobylnice au sud et par Brno à l'ouest.

## Histoire
La première mention écrite du village date de 1235.

## Galerie

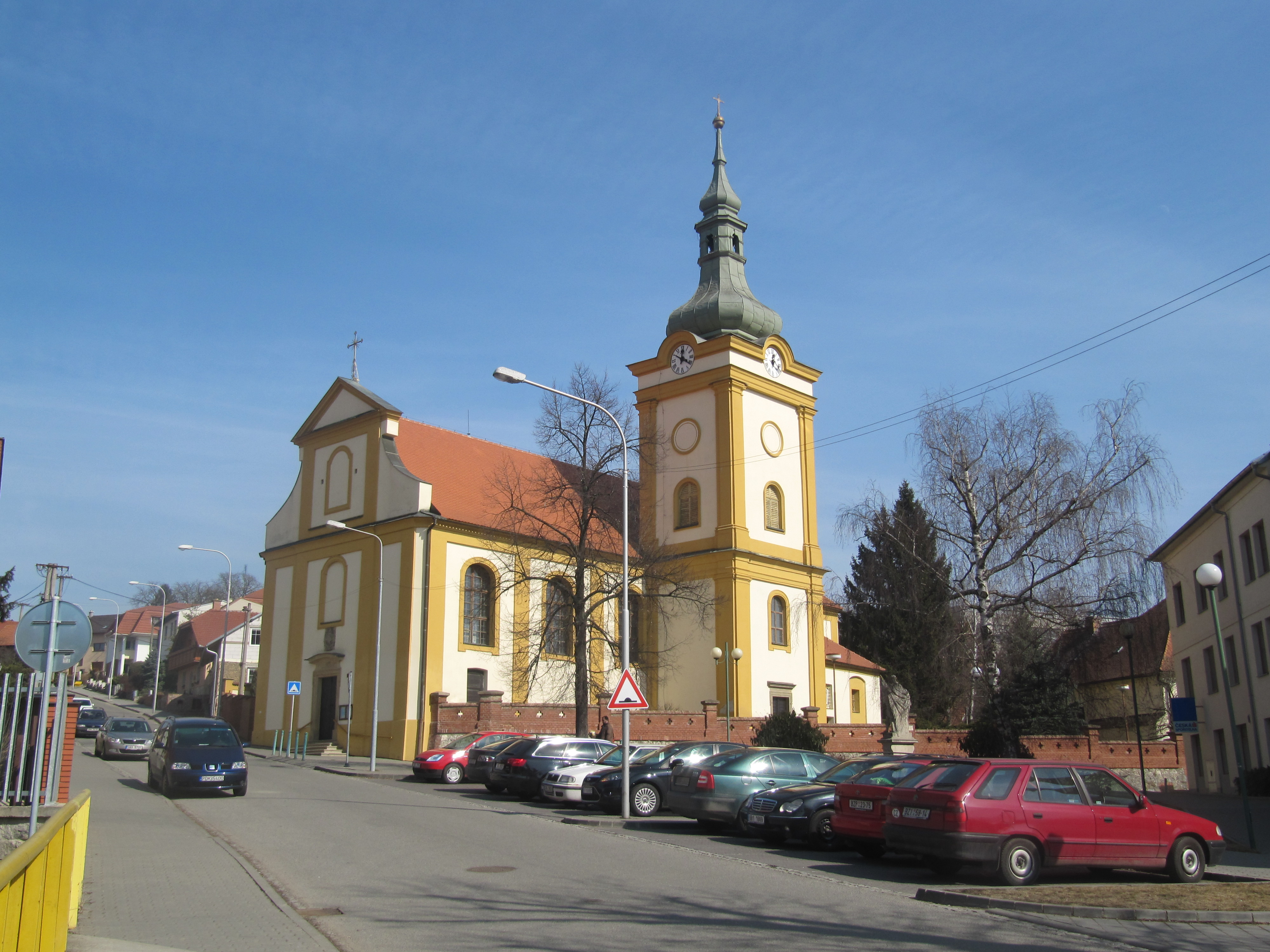
Église de l'Assomption de la Vierge Marie.
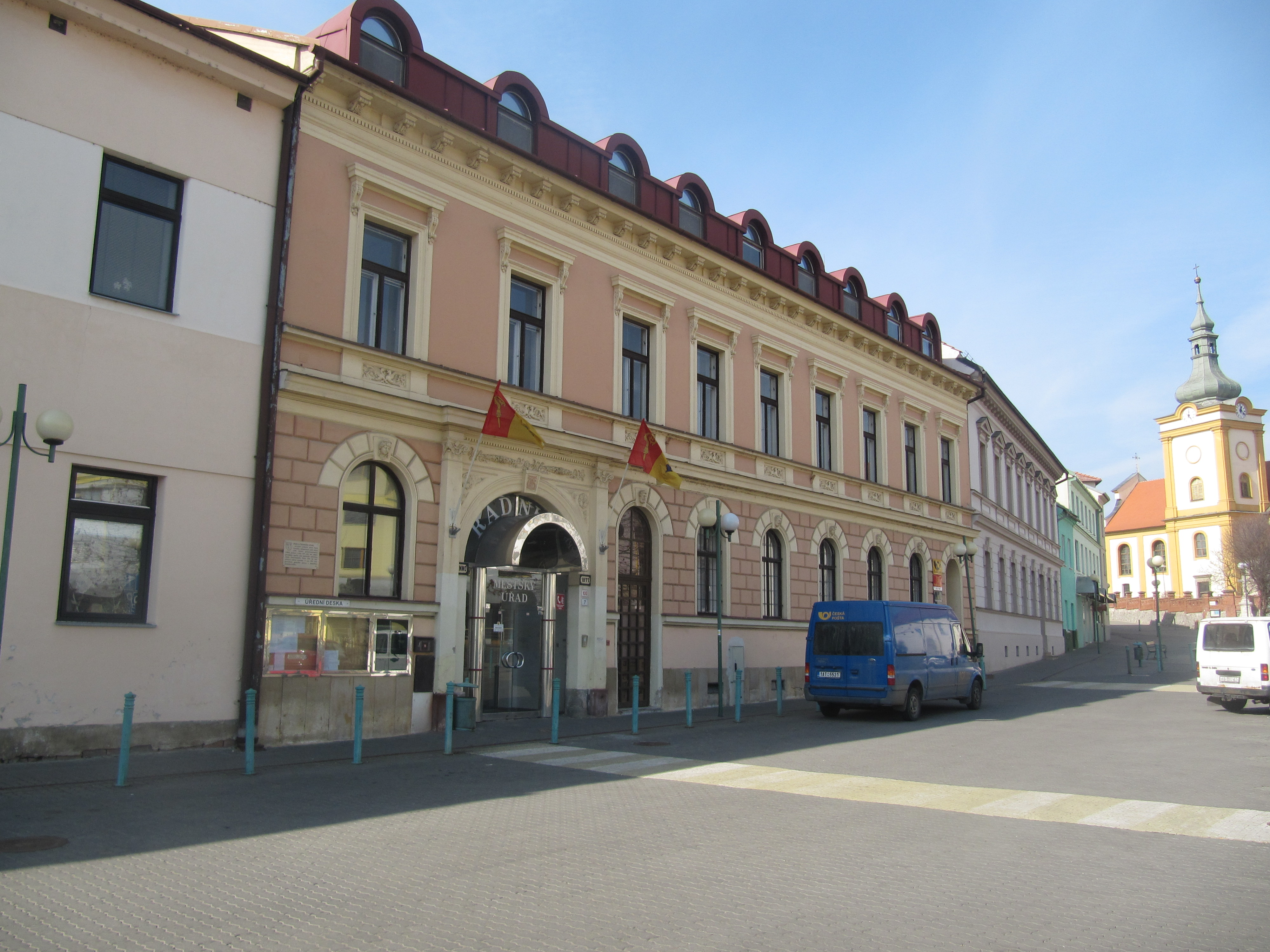
Šlapanice : hôtel de ville.

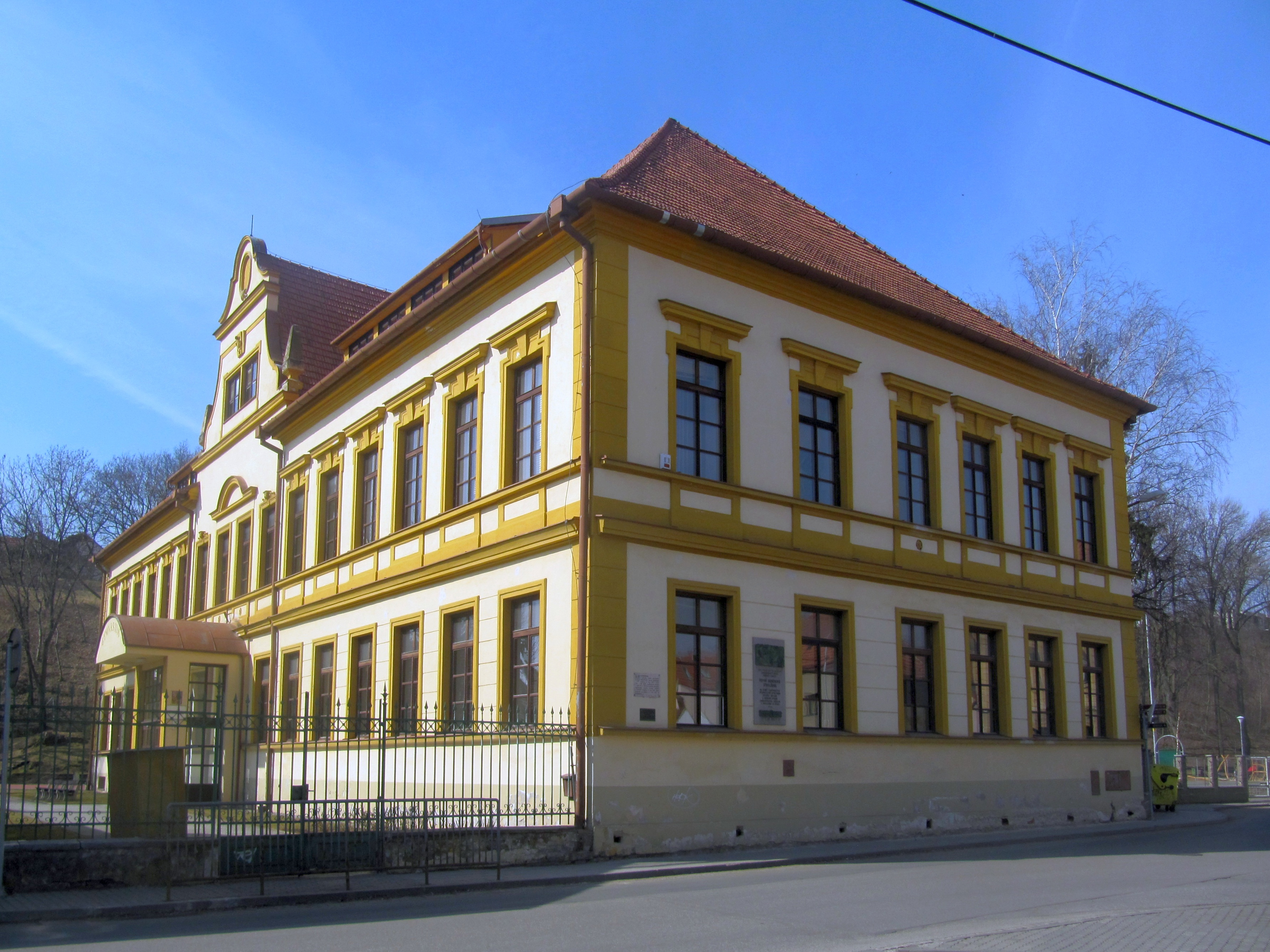
Lycée à Šlapanice.
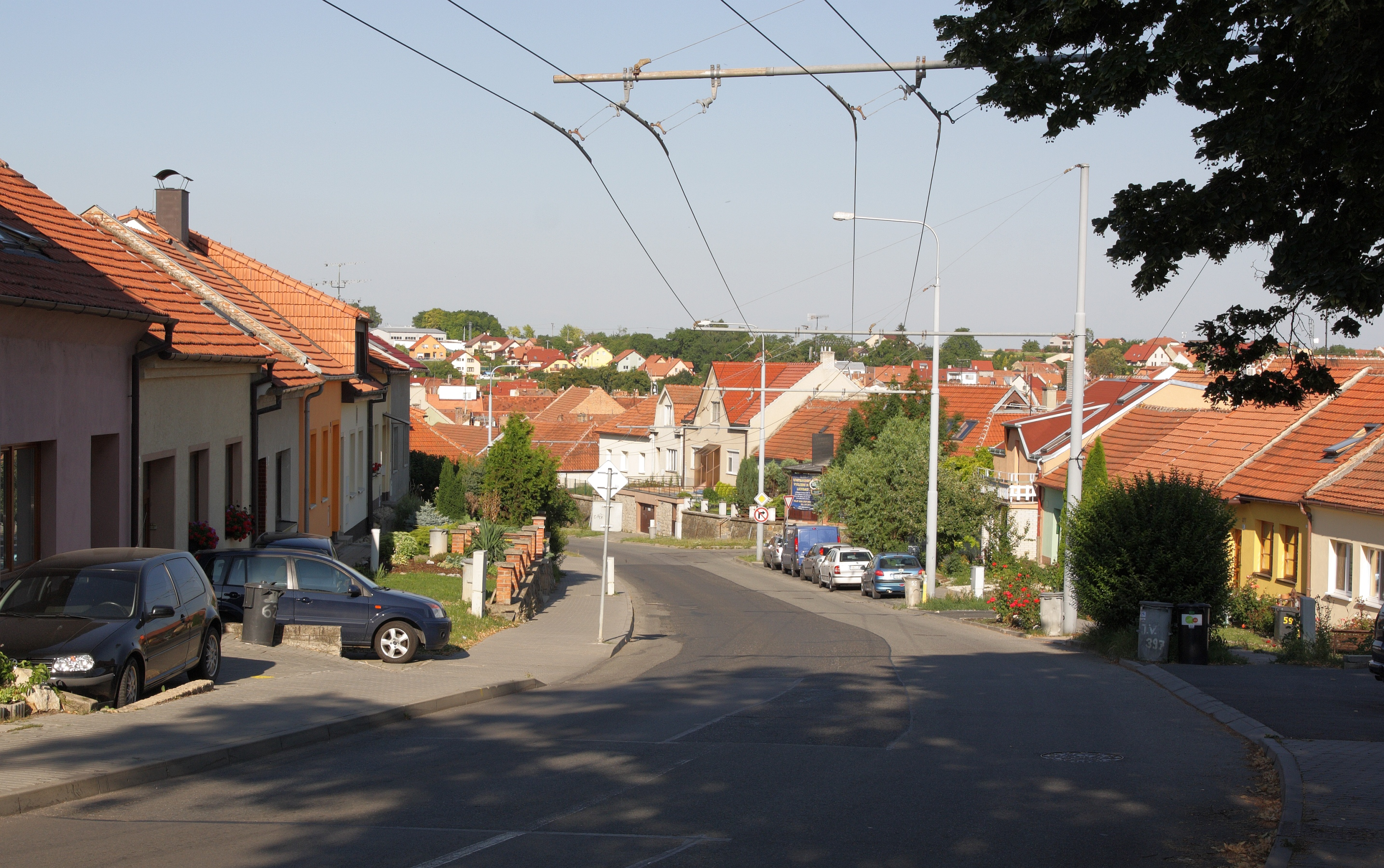
Šlapanice : rue de Brno.

## Transports
Par la route, Šlapanice se trouve à 11 km de Brno et à 216 km de Prague.

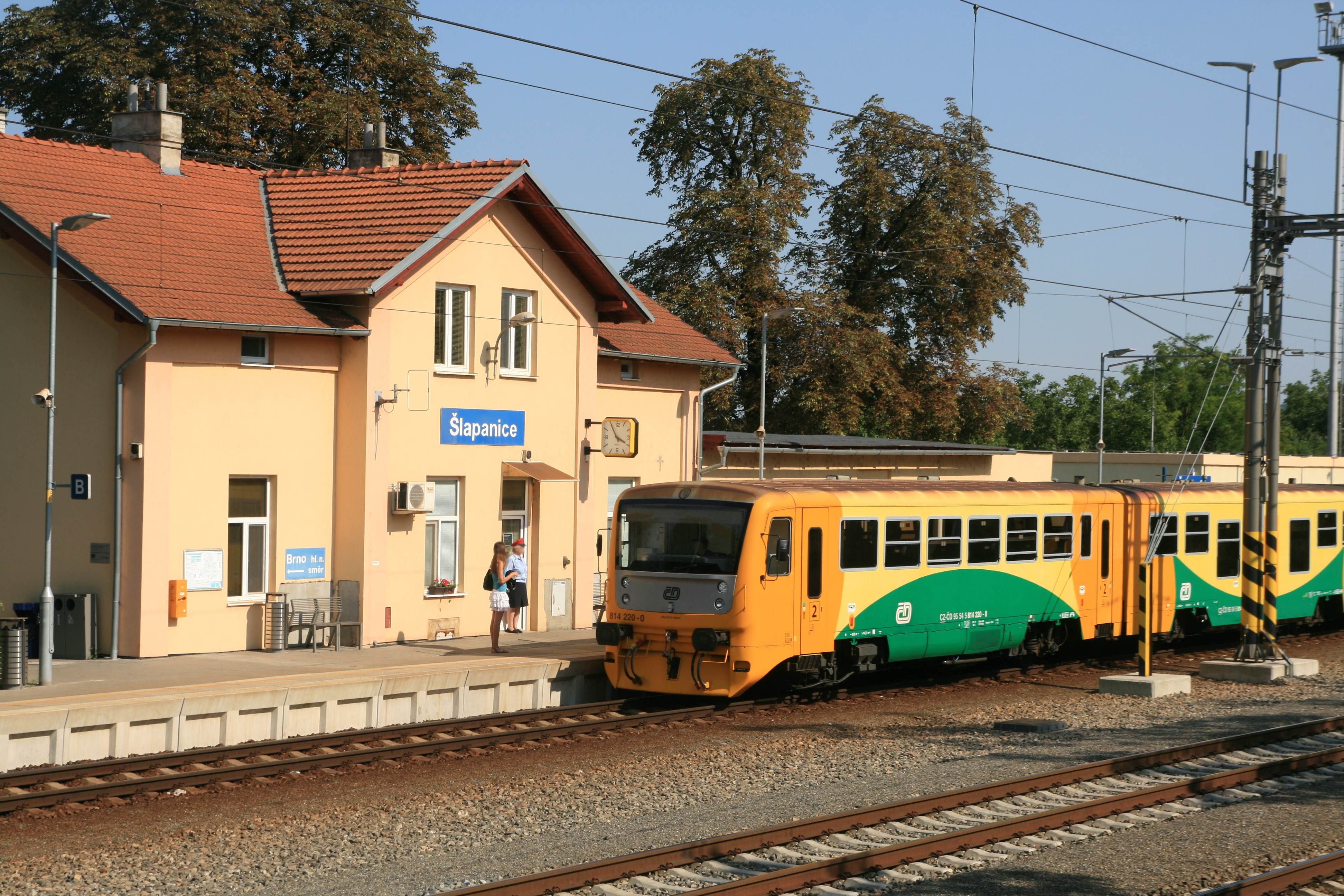
Šlapanice : gare ferroviaire.